# Kościół św. Jerzego w Smilgie
Kościół św. Jerzego w Smilgie – katolicki kościół w Smilgie (Litwa, okręg poniewieski, rejon poniewieski).
Drewniany kościół w stylu barokowym wybudowano w 1764 z fundacji Flemingów. W 1858 kościół odnowiono i przebudowano.
Kościół jest świątynią trójnawową, na planie krzyża, z transeptem. Budynek ma pięciobocznie zamknięte prezbiterium oraz dwie zakrystie. Fasada zwieńczona jest krzywoliniowym szczytem attykowym. Po bokach fasady znajdują się dwie wieże, nakryte kopułami na ośmiobocznych bębnach. Wieże są wysunięte przed lico ściany frontowej. Ściany zewnętrzne kościoła ozdobiono przez obicie ich wąskimi, pionowymi listewkami.
W wyposażeniu kościoła cenne rokokowe ołtarze oraz wyrzeźbiona przez miejscowego artystę ludowego figura Chrystusa, pochodząca z XIX wieku.
Koło kościoła stoi drewniana, ośmioboczna, czterokondygnacyjna dzwonnica.

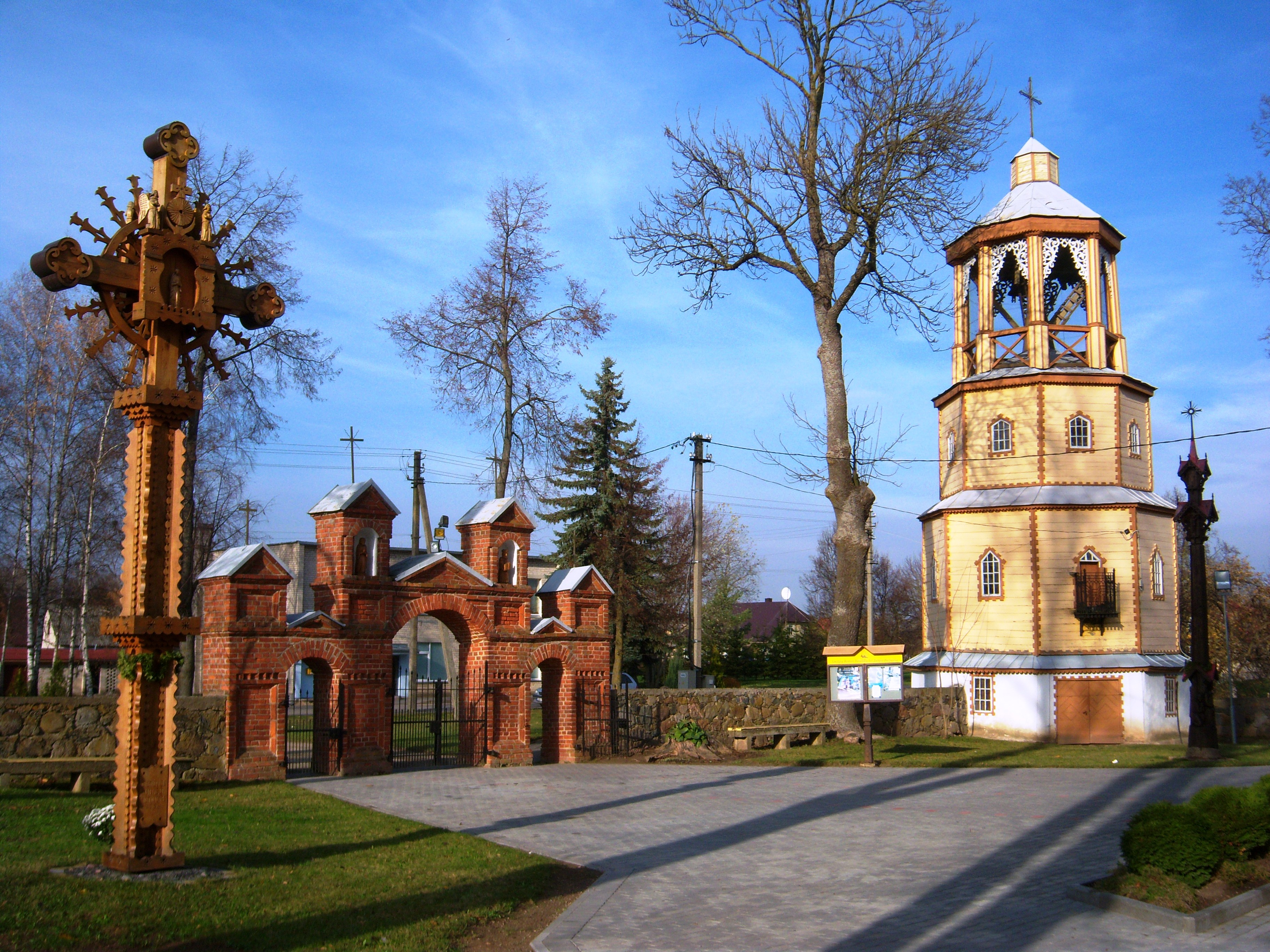
Dzwonnica